# Horton (film)
Pour les articles homonymes, voir Horton.
Pour plus de détails, voir Fiche technique et Distribution.
Horton (Dr. Seuss’ Horton Hears a Who!), ou Horton entend un qui ! au Québec, est un film d'animation américain réalisé par Jimmy Hayward et Steve Martino, sorti en 2008. 
Le film est inspiré des histoires de Theodor Seuss Geisel, dit Dr. Seuss.

## Synopsis
Un jour, Horton l'éléphant croit entendre un appel au secours provenant d'un grain de poussière flottant dans les airs. Dès lors, il est convaincu qu'une certaine forme de vie peuple ce grain de poussière même s'il ne peut la voir. En effet, la cité de Zouville et ses microscopiques habitants, les Zous, sont en grand danger ! 
Lorsque Horton annonce la nouvelle aux autres animaux de la jungle de Nool, personne ne le croit. Certains menacent même d'aller jusqu'à détruire le grain de poussière. Horton décide alors de faire tout son possible pour protéger ses nouveaux amis, car une personne est une personne, même toute petite...

## Fiche technique
- Titre original : Dr. Seuss' Horton Hears a Who!
- Titre français : Horton
- Titre québécois : Horton entend un qui !
- Réalisation : Jimmy Hayward, Steve Martino
- Scénario : Ken Daurio, Cinco Paul d'après l'œuvre du Dr. Seuss
- Musique : John Powell
- Montage : Tim Nordquist
- Production : Bob Gordon
  - Production déléguée : Audrey Geisel, Christopher Meledandri, Chris Wedge
- Société de production : Blue Sky Studios, 20th Century Fox
- Budget : 85 000 000 $US[1]
- Pays d'origine :  États-Unis
- Langue originale : anglais
- Format : couleur - son Dolby Digital, DTS ou SDDS
- Genre : Animation, comédie dramatique, aventure et fantastique
- Durée : 85 minutes
- Dates de sortie[2] :
  - États-Unis : 3 mars 2008 (avant-première à Hollywood) ; 14 mars 2008 (sortie nationale)
  - France : 2 avril 2008
- Date de sortie en DVD :
- France : 3 décembre 2008
- États-Unis : 9 décembre 2008

## Distribution

### Voix originales
- Jim Carrey : Horton
- Steve Carell : Ned McDodd, le maire de Zouville
- Carol Burnett : Mme Kangarou
- Will Arnett : Vlad Vladikoff
- Seth Rogen : Morton
- Dan Fogler : le président du conseil municipal / Yummo Wickersham
- Isla Fisher : le professeur Larue
- Jonah Hill : Tommy
- Amy Poehler : Sally, la femme de Ned McDodd
- Jaime Pressly : Mme Quilligan
- Charles Osgood : le narrateur
- Josh Flitter : Rudy
- Niecy Nash : Mme Yelp
- Jesse McCartney : Jojo, le fils de Ned McDodd
- Selena Gomez : Helga
- Laura Ortiz : Jessica
- Joey King : Katie

### Voix françaises
- Dany Boon : Horton
- Jérôme Pauwels : Ned McDodd, le maire de Zouville
- Annie Milon : Mme Kangourou
- Pascal Casanova : Vlad Vladikoff
- Richard Darbois : Morton
- Claire Guyot : Sally, la femme de Ned McDodd
- Ariane Aggiage : le professeur Larue
- Donald Reignoux : Jojo, le fils de Ned McDodd
- Gérard Surugue : le président du conseil municipal
- Xavier Fagnon : le narrateur
- Maïk Darah : Mme Yelp
- Marc Alfos : Willie Bear
- Clara Quilichini : Katie
- Bruno Guillon, Camille Combal et Florian Gazan : les singes Wickersham

- Version française
  - Société de doublage : Dubbing Brothers
  - Direction artistique : Barbara Tissier
  - Adaptation : Agnès Dusautoir
  - Direction chansons et adaptation musicale : Georges Costa

### Voix québécoises
- Guillaume Lemay-Thivierge : Horton
- Joël Legendre : Ned McDodd, le maire de Zouville
- Élizabeth Chouvalidzé : Mme Kangourou
- Jean-Luc Montminy : Vlad Vladikoff
- Hugolin Chevrette : Morton
- Anne Bédard : Sally, la femme de Ned McDodd
- Nicolas Charbonneaux-Collombet : Tommy
- Tristan Harvey : le président du conseil municipal
- Romy Kraushaar-Hébert : Jojo, le fils de Ned McDodd
- Patrick Chouinard : le narrateur
- Catherine Bonneau : Katie / Hildy
- Aline Pinsonneault : Angela / Helga
- François Sasseville : un singe Wickersham
- Éric Paulhus : un singe Wickersham
- Frédéric Paquet : un singe Wickersham
- Mélanie Laberge : Jessica / Heidi
- Choristes: Dominique Faure, Julie Leblanc, Catherine Léveillé, Charles Linton Prévost, José Paradis, Daniel Scott

Source  Doublage Québec

## Commentaires
- La fleur sur laquelle Horton dépose le grain de poussière a le même aspect que les arbres dans le film d'animation Le Lorax, inspiré d'une autre histoire de Dr. Seuss.
- Il existe une référence au film Apocalypse Now lorsqu' Horton dit « j'adore l'odeur de la banane au petit matin », en référence à la citation « j'adore l'odeur du  napalm au petit matin »[3].
- Le narrateur s'exprime toujours en rimes, en référence à la poésie que le Dr. Seuss mettait toujours dans chacun de ses livres.
- On peut voir une ressemblance physique entre les Zous et le Grinch. D'ailleurs, dans la version originale, c'est Jim Carrey qui fait la voix d'Horton, lui qui a également joué le rôle du Grinch au cinéma dans le film Le Grinch. De même, les habitants de la petite communauté vivant sur le grain de poussière s'appelle les Zous, et la cité s'appelle Zouville. Or, dans le film Le Grinch, les habitants du flocon de neige s'appellent les Choux, et la cité s'appelle Chouville. En version originale, les deux peuples sont officiellement de la même "espèce"; en effet, aussi bien dans Horton que dans le Grinch, les deux s'appellent les "Whos" et leur ville "Whoville".
- Dans la galerie de tableaux, lorsque le maire Ned Macdodd présente ses ancêtres à son fils Jojo, on peut voir le grand-père qui ressemble au Dr. Seuss, l'arrière-grand-mère qui ressemble à Mona Lisa, un ancêtre qui prend la position d'Hamlet avec un crâne et bien d'autres références.
- La secrétaire est devant un ordinateur sur le site Whospace.com, qui reprend la charte graphique de Myspace.